# Fountain Lake
Fountain Lake è un comune degli Stati Uniti d'America, situato in Arkansas, nella contea di Garland.